# Jókai-bableves
Pour les articles homonymes, voir Jókai.
Le jókai-bableves ([ˈjoːkɒi bɒblɛvɛʃ]) est une soupe hongroise faite à partir de différents légumes, de haricots lingots, de saucisse piquante, relevée au paprika et agrémentée de crème aigre.
Elle porte le nom du grand romancier hongrois Mór Jókai, dont c'était, paraît-il, le plat préféré.[réf. nécessaire]